# Уекі Ріко
Уекі Ріко (яп. 植木 理子; нар. 30 липня 1999) — японська футболістка. Вона грала за збірну Японії.

## Клубна кар'єра
У 2016 році дебютувала в «Ніттере Бередза».

## Кар'єра в збірній
Дебютувала у збірній Японії 4 квітня 2019 року в поєдинку проти Франції. З 2019 рік зіграла 3 матчі в національній збірній.

## Статистика виступів
| Збірна Японії | Збірна Японії | Збірна Японії |
| Рік           | Матчі         | Голи          |
| ------------- | ------------- | ------------- |
| 2019          | 3             | 0             |
| Загалом       | 3             | 0             |